# Birmingham City Football Club 2012-2013

## Organigramma societario
Area direttiva
- Presidente: Carson Yeung
- Vicepresidente: Michael Wiseman
- Dirigenti: Vico Hui, Peter Pannu, Sammy Yu

Staff tecnico
- Allenatore: Lee Clark
- Vice Allenatore in seconda: Terry McDermott
- Allenatore dei portieri: Dave Watson
- Preparatore: Roy Aitken, Andy Watson

## Rosa
| N. |                        | Ruolo | Calciatore              |
| -- | ---------------------- | ----- | ----------------------- |
| 1  | Inghilterra (bandiera) | P     | Jack Butland            |
| 2  | Irlanda (bandiera)     | D     | Stephen Carr (capitano) |
| 3  | Inghilterra (bandiera) | D     | David Murphy            |
| 4  | Scozia (bandiera)      | D     | Steven Caldwell         |
| 5  | Spagna (bandiera)      | D     | Pablo Ibáñez            |
| 6  | Inghilterra (bandiera) | D     | Curtis Davies           |
| 7  | Scozia (bandiera)      | C     | Christopher Burke       |
| 8  | Inghilterra (bandiera) | C     | Hayden Mullins          |
| 9  | Giamaica (bandiera)    | A     | Marlon King             |
| 10 | Inghilterra (bandiera) | C     | Darren Ambrose          |
| 11 | Danimarca (bandiera)   | A     | Peter Løvenkrands       |
| 12 | Inghilterra (bandiera) | C     | Ravel Morrison          |
| 13 | Irlanda (bandiera)     | P     | Colin Doyle             |
| 14 | Senegal (bandiera)     | C     | Morgaro Gomis           |
| 15 | Inghilterra (bandiera) | C     | Wade Elliott            |
| 16 | Inghilterra (bandiera) | D     | Ben Gordon              |

| N. |                        | Ruolo | Calciatore       |
| -- | ---------------------- | ----- | ---------------- |
| 18 | Irlanda (bandiera)     | C     | Keith Fahey      |
| 19 | Serbia (bandiera)      | A     | Nikola Žigić     |
| 21 | Paesi Bassi (bandiera) | A     | Akwasi Asante    |
| 22 | Inghilterra (bandiera) | C     | Nathan Redmond   |
| 23 | Stati Uniti (bandiera) | D     | Jonathan Spector |
| 24 | Stati Uniti (bandiera) | D     | Will Packwood    |
| 25 | Inghilterra (bandiera) | D     | Jack Deaman      |
| 26 | Inghilterra (bandiera) | P     | David Lucas      |
| 27 | Inghilterra (bandiera) | D     | Mitch Hancox     |
| 28 | Scozia (bandiera)      | D     | Paul Caddis      |
| 29 | Inghilterra (bandiera) | A     | Robert Hall      |
| 30 | Inghilterra (bandiera) | D     | Paul Robinson    |
| 32 | Senegal (bandiera)     | C     | Bouba Diop       |
| 33 | Inghilterra (bandiera) | C     | Callum Reilly    |
| 39 | Francia (bandiera)     | C     | Eddy Gnahoré     |